# (154493) Portisch
(154493) Portisch ist ein Asteroid des mittleren Hauptgürtels, der am 27. März 2003 von dem ungarischen Amateurastronomen Krisztián Sárneczky am Piszkéstető-Observatorium (IAU-Code 561) im nordungarischen Mátra-Gebirge im Auftrag des Budapester Konkoly-Observatoriums entdeckt wurde.
Der Asteroid wurde nach dem ungarischen Schachmeister Lajos Portisch benannt. Die Benennung erfolgte auf Vorschlag des Astronomen Szilárd Csizmadia von der Vega Astronomical Society aus Zalaegerszeg am 22. Februar 2016. Zalaegerszeg ist Lajos Portischs Geburtsstadt.